# Burh

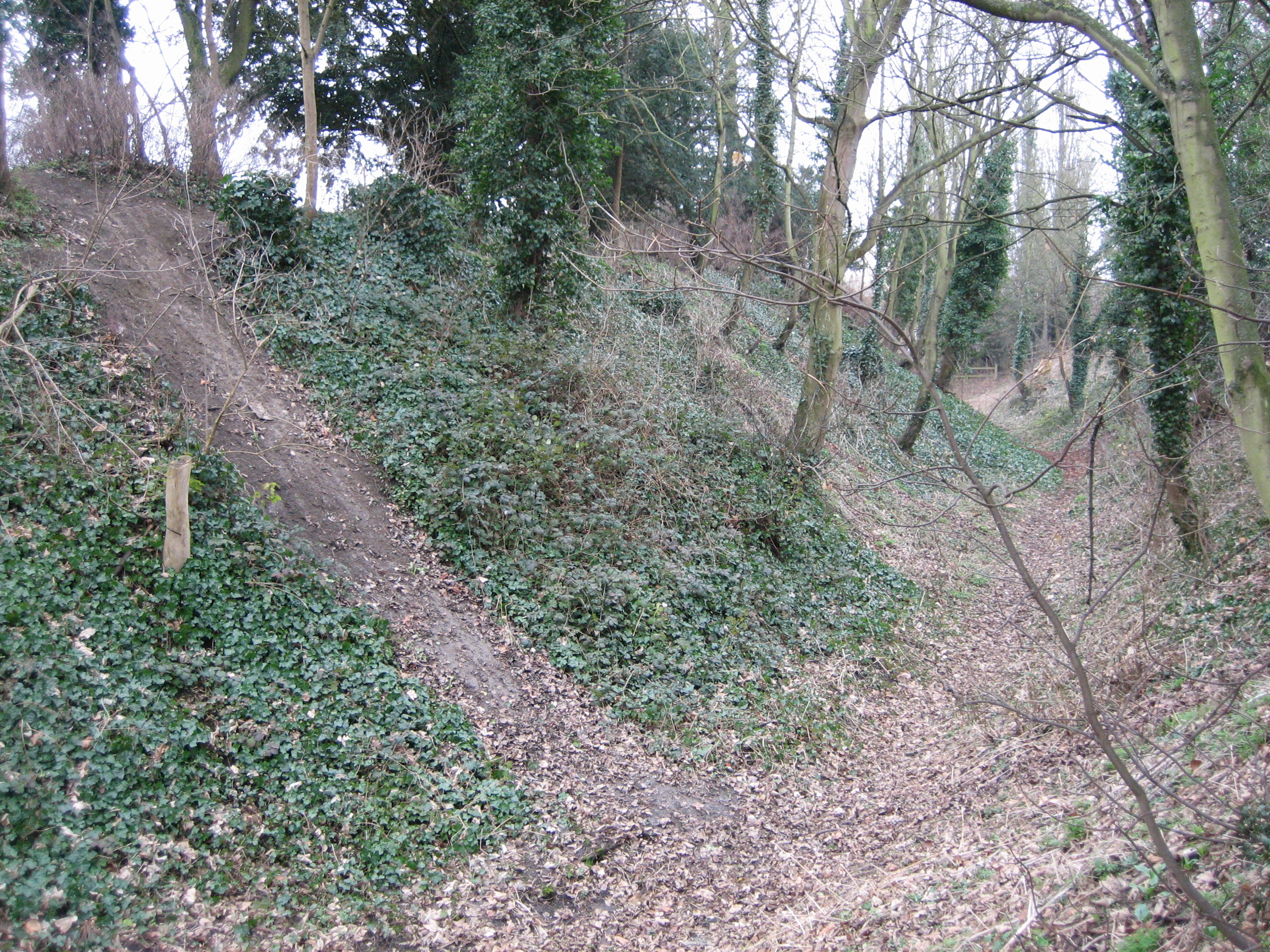
Mur de burh a Wallingford

Un Burh és el nom en anglès antic o anglosaxó per a una ciutat fortificada o lloc defensiu, algunes vegades centrat sobre un castre amb la intenció de mantenir-ho com a assentament permanent, encara que el seu origen era la defensa militar; "representa només un estat, de vital importància, en l'evolució del burg i la ciutat medieval". Els límits d'antics burhs encara es conserven i es troben sovint presents a les zones frontereres de zones urbanes. Molts d'aquests van ser construïts per Alfred el Gran en un pla traçat i que va continuar el seu fill Eduard el Vell i la seva filla Ethelfleda, senyora dels mercis i el seu marit Aethelred; els registres mercis citen la construcció de deu Burhs per Ethelfleda, alguns tan importants com Tamworth i Stafford, uns altres avui dia no identificables. Alguns van utilitzar els fonaments d'estructures romanes, unes altres de nova construcció i altres foren construïdes més tard. Athelstan va garantir a cada burh el dret a encunyar la seva pròpia moneda, i durant els segles x i xi la norma estricta era que cap moneda havia de travessar els límits del burh.
Un document anglosaxó del segle x anomenat Burghal Hidage nomena 30 burhs a Wessex, i 3 a Mèrcia (en aquells dies sota el domini dels reis saxons), construïts per defensar la regió contra les incursions vikingues.
Tan sols vuit d'aquests burhs van aconseguir un reconeixement municipal a l'edat mitjana: Chester, Bridgnorth, Tamworth, Stafford, Hertford, Warwick, Buckingham i Maldon. Els més grans estaven a Winchester, Wallingford i Warwick, Wallingford i Wareham són els exemples de millor conservació, amb rases i burhs encara visibles. S'ha estimat que per a la construcció de Wallingford amb un burh de 9.000 peus es van necessitar no menys de 120.000 hores de treball. Les poblacions dels burh també en general disposaven d'una llista de carrers regular, alguns dels quals també s'han conservat.

## Construcció
Les tasques de construcció es van fer de diverses maneres diferents, depenent dels materials disponibles localment, i la mida de l'assentament o àrea que es pretenia defensar.
Freqüentment, es va construir un burh al lloc de les fortificacions preexistents. De vegades, els anglosaxons simplement reparaven les antigues muralles romanes en ciutats com Winchester, Exeter, York, Burgh Castle, Portchester i Dover. En altres ocasions, construirien sobre el lloc dels vells forts de l'Edat de Ferro, com a Dover, utilitzant els antics rases i muralles.
No obstant això, els anglosaxons no només usaven antigues fortificacions. Molts dels edificis construïts pels saxons eren nous llocs fortificats, construïts en llocs estratègics a la costa, prop de ports o amb vistes a carreteres i rutes comercials. Nous pobles van ser construïts sobre terrenys plans amb un disseny rectangular, per exemple Oxford, Wallingford, Cricklade i Wareham.
Tradicionalment, els burhs es van construir primer amb una sèrie massiva de bancs frontals per una rasa.  El banc era típicament de fusta i de fusta. Aquesta va ser coronada per una palissada de fusta d'estaques, fins a 10 peus (3.0 m) alt, amb una passarel·la. A les ciutats com Tamworth, les muralles decauen i surten cap a l'exterior amb el pas del temps, el que significa que la cavitat i el banc es deteriorarien. Per resoldre això, els constructors anglosaxons van enfrontar els bancs amb pedra, reforçant així les defenses i millorant la seva vida útil.